# Becaus
Becaus is een Belgische achternaam. De naam komt hoofdzakelijk voor in Oost-Vlaanderen, vooral in de Vlaamse Ardennen. De naam zou verwant zijn aan namen als Bachus, Beckhaus, etc, in diverse Germaanse talen vormen voor "bakhuis" of bakkerij.

## Bekende naamdragers
- Jan Becaus (1948), Belgisch journalist, nieuwslezer en politicus
- Yvon Becaus (1936-2016), Belgisch bokser